# ゴードン・ベル賞
ゴードン・ベル賞（英語: Gordon Bell Prizes）は、高性能計算（HPC）分野における、HPCアプリケーションの実性能と計算科学の成果に対し授与される賞である。アメリカ計算機学会（ACM）が主催し、著名なコンピュータ技術者であるゴードン・ベルが後援する賞で、ACMおよび米国電気電子学会（IEEE）による審査委員会によって選考が行われ、毎年秋に開催されているHPC分野のカンファレンスであるSupercomputing Conference（SC）の会場で発表・授与される。

## 概要
並列計算のパイオニアであるゴードン・ベル（Gordon Bell、DEC元副社長）が、HPC分野における並列計算の推進のために1987年に創設した賞で、計算科学のうちでも特に並列計算を用いた研究に対して賞が与えられる。発足当初はゴードン・ベルが個人的に主催し、受賞者にポケットマネーから1000ドルを授与していたが、2006年以降はACMによる正式な賞となり、2011年以降はACMから1万ドルが授与されている。
一般的にスパコンの指標とされるHPL、HPCGなどといったベンチマークが、実アプリでなくあくまでベンチマークを実行してスパコンの性能をランキングする物であるのに対し、本賞はそれらとは違い、スパコンを実用的な応用計算に用いて最高の実測性能を達成した内容に送られるという特徴がある。
ハイパフォーマンスコンピューティングを科学分野に適用した価値の高い成果と、その際のシミュレーションの高性能の達成を中心とした計算科学・計算機科学的成果を総合評価して、プロジェクトとその関係者に与えられる。応募論文の中から審査で最終選考対象（ファイナリスト）が決まり、11月のSupercomputing Conference会場におけるプレゼン発表を経て本賞の受賞者が決まる。
年度によっては賞が特設される場合もある。例えば2010年度は、最高性能賞（Peak Performance、シミュレーションの際に最高性能を出した最終選考対象）、価格性能賞（Price/Performance、実アプリケーションにおいて高いコストパフォーマンスを達成した最終選考対象）、特別賞（Special Achievement、最高性能賞に最高性能は及ばないが、画期的な手法により実アプリケーションにおいて目覚ましい性能向上を達成した最終選考対象）の3つの賞が授与された。2011年度は最高性能賞と特別賞に加えて奨励賞（Honorable Mention）が特設され、5つのファイナリスト全員が受賞した。2020年度よりコロナウイルスの流行に合わせて「COVID-19研究特別賞」が特設されている。特別賞や奨励賞など本賞以外の受賞者も本賞の受賞者と同格とみなされている。
松岡聡によると、アムダールの法則を信じるならば、並列化による性能向上は「解きたい問題が必要とする計算のうちどれだけが並列化可能か」という点が支配的であるが、アムダール本人をはじめ、Karpや、シーモア・クレイなどの錚々たる面々が、それを理由に超並列化に悲観的だったことから、（超並列化の実用性への）チャレンジとして設けたコンペティションに始まるものである。

## 受賞一覧
ゴードン・ベル賞の受賞対象は以下の通りである（本賞のみ。奨励賞（Honorable Mention）は除く）。各賞の受賞対象数は決まっておらず変動する。
| 年   | 賞                               | 受賞論文および受賞者 | 備考         |
| ---- | -------------------------------- | --- | ------------ |
| 2006 | 最高性能賞                       | Vernon Austel 他 |              |
| 2006 | 特別賞                           | Gyan Bhanot、他 |              |
| 2007 | 賞                               | Kyle J Caspersen、他 |              |
| 2008 | 最高性能賞                       | Gonzalo Alvarez、他 |              |
| 2008 | 特別賞                           | Ron Dror 他 |              |
| 2008 | 最高性能賞                       | Markus Eisenbach 他 |              |
| 2008 | 特別賞                           | David Bailey 他 |              |
| 2009 | 最高性能賞                       | Enabling High-Fidelity Neutron Transport Simulation on Petascale Architectures（オークリッジ国立研究所 Gregory Brown、他）                       | Jaguarを使用 |
| 2009 | 価格性能賞                       | TFlops Hierarchical N-body Simulations on GPU with Application in both Astrophysics and Turbulence（長崎大学 濱田剛、他）                        |              |
| 2009 | 特別賞                           | Rajapopal Ananthanarayanan 他 |              |
| 2010 | 最高性能賞                       | Petascale Direct Numerical Simulation of Blood Flow on 200K Cores and Heterogeneous Architecture（ニューヨーク大学、オークリッジ国立研究所、他） |              |
| 2011 | 最高性能賞                       | 京による100,000原子シリコン・ナノワイヤの電子状態の第一原理計算（理化学研究所、他）                                                              |              |
| 2011 | 特別賞                           | TSUBAME2.0スパコンにおける樹枝状凝固成長のフェーズフィールド法を用いたペタスケール・シミュレーション（東京工業大学 青木尊之、他）                |              |
| 2012 | Scalability and Time to Solution | 京を用いた約2兆個のダークマター粒子のシミュレーションで実効性能5.67ペタフロップスを達成（筑波大グループ Tomoaki Ishiyama 他）                    |              |
| 2013 | 最高性能賞                       | Nikolaus Adams、他 |              |
| 2014 | 性能賞                           | Joseph A. Bank、他 |              |
| 2015 | Scalability and Time to Solution | Costas Bekas、他 |              |
| 2016 | 賞                               | Chao Yang、他 |              |
| 2017 | 賞                               | Haohuan Fu、他 |              |
| 2018 | 持続性能賞                       | Sharlee Climer 他 |              |
| 2018 | Scalability and Time to Solution | Jack Deslippe 他 |              |
| 2019 | 持続アプリケーション賞           | Tal Ben-Nun、他 |              |
| 2020 | 賞                               | Roberto Car 他 |              |
| 2020 | 特別賞                           | Rommie E. Amaro 他 |              |
| 2021 | 賞                               | Alexander Liu 他 |              |
| 2021 | 特別賞                           | スーパーコンピュータ「富岳」を用いた新型コロナウイルスの飛沫拡散計算（理化学研究所 Kazuto Ando 他）                                              |              |

- 2005年
- 2004年
- 2003年
- 2002年
- 2001年
- 2000年
- 1987-1999年

## その他の受賞
- 1999年 東京大学のGRAPE-5システムが、総額470万円で実効性能5.92Gflopsを達成したことに対し、価格性能比部門を受賞。
- 2002年 NASDAが地球シミュレータで行った「全球大気大循環シミュレーション」が実効性能26.58 Tflopsを達成したことに対し、最高性能賞を受賞[18]。また、地球シミュレータは「自動並列化コンパイラHPFを使った核融合3次元流体シミュレーション」で言語賞、「フーリエスペクトル法による乱流の直接数値計算」で特別賞も受賞し、3部門を受賞する快挙となった。
- 2003年 東京大学と国立天文台がGRAPE-6で33.4Tflops（テラフロップス）という世界最高速の実効性能を達成したことに対し、特別賞を受賞[19]。
- 2004年 海洋研究開発機構の陰山聡による、地球シミュレータを用いた地磁気ダイナモシミュレーションに対して最高性能賞を受賞。

## 参照
1. ↑  牧野: スーパーコンピューティングの将来 - 33. GRAPE の開発---GRAPE-4まで (2006/11/4) 2017年12月20日閲覧。
2. ↑  青木教授の研究グループがスパコンのゴードンベル賞・特別賞を受賞！ 東京工業大学学術国際情報センター
3. ↑  SC11 - Gordon Bell賞は日本の「京」とTSUBAMEチームがダブル受賞 マイナビニュース、2011年11月21日。
4. ↑  Award Winners
5. ↑  アムダールがIBMを去った理由の一つにLSIの採用という新規性が受け入れられなかったという点があるように、基本的にはアムダールは先進を取るタイプなのだが、後の富士通との共同開発では、富士通側がマルチプロセッサ化に意欲的だったのに対し、アムダールは否定的だったという。
6. ↑  「チューリング賞受賞者で、アルゴリズム理論学者のアラン・カープ」とあるのだが、アラン・カープ（Alan H. Karp（IBM））はチューリング賞を受賞しておらず、チューリング賞を受賞しているのはリチャード・カープで、そのどちらかだと思われる。
7. ↑  Satoshi Matsuoka (@ProfMatsuoka). "因みにゴードン・ベルが今やACM賞となった自分の名前のコンペを始めたのは、(計算機のノーベル賞たる)チューリング賞受賞者で、アルゴリズム理論学者のアラン・カープがアムダールの法則故に超並列処理に否定的で、シーモア・クレイも同様であり、それのチャレンジとして設けたものだ(続く)" 2014年11月23日, 18:15 (JST). Tweet.
8. ↑  Awards for Outstanding High Performance Computing Research and Achievements Presented at SC08 Conference
9. ↑  SC09 Awards
10. ↑  【SC09】科学技術計算の最前線 - Gordon Bell賞
11. ↑  SC10 Awards
12. ↑  SC10 - 浜田、似鳥組がGordon Bell賞のHonorable Mentionを獲得
13. ↑  SC11 Awards
14. ↑  京速コンピュータ「京」による成果がゴードン・ベル賞を受賞（理化学研究所）
15. ↑  GSIC 青木教授の研究グループがスパコンのゴードンベル賞・特別賞を受賞！
16. ↑  スーパーコンピュータ「京」によるダークマターシミュレーションがゴードン・ベル賞を受賞 – 筑波大学 計算科学研究センター
17. ↑  スーパーコンピュータ「富岳」を活用した研究課題の2021 年ゴードン・ベル賞COVID-19 研究特別賞受賞について 文部科学省
18. ↑  JAXA｜地球シミュレータを用いた研究成果が「2002年ゴードン・ベル賞」を受賞 JAXA
19. ↑  東京大学と国立天文台、GRAPE-6で2003年ゴードン・ベル賞を受賞 アストロアーツ